# Youngstown (Pennsylvanie)
Pour les articles homonymes, voir Youngstown.
Youngstown est un borough situé au centre du comté de Westmoreland, en Pennsylvanie, aux États-Unis,. En 2010, il comptait une population de 326 habitants, estimée au 1er juillet 2020 à 318 habitants. Le borough est fondé en 1764 et incorporé le 2 avril 1831.

## Démographie
Lors du recensement de 2010, le borough comptait une population de 326 habitants. Elle est estimée, en 2020, à 318 habitants.